# Raquel Prieto
Raquel Prieto (12 de abril de 1981) es una deportista española que compitió en judo. Ganó una medalla de plata en el Campeonato Europeo de Judo de 2003 en la categoría de –78 kg.

## Palmarés internacional
| Campeonato Europeo | Campeonato Europeo    | Campeonato Europeo | Campeonato Europeo |
| Año                | Lugar                 | Medalla            | Categoría          |
| ------------------ | --------------------- | ------------------ | ------------------ |
| 2003               | Düsseldorf (Alemania) | Medalla de plata   | –78 kg             |